# Инна (певица)
INNA (настоящее имя — Елена Александра Апостоляну; (рум. Elena Alexandra Apostoleanu); род. 16 октября 1986, Мангалия, Констанца) — румынская певица, исполнительница танцевальной музыки. Инна начала работу с Play & Win в 2008 году. Известность получила в 2009 году, после того как её дебютный альбом Hot добился международного успеха, попав во многие музыкальные чарты по всему миру и в топ-10 чартов Чехии, Франции и Великобритании. Альбом получил платиновый статус во Франции и Португалии. Одноимённый лид-сингл в 2009 году возглавил американский чарт Hot Dance Airplay и общегодовой португальский чарт. Он также стал «золотым» и «платиновым» в Испании, Норвегии и Италии.

## Биография

### 1986—2007: Юность и начало музыкальной карьеры
Елена Александра Апостоляну родилась 16 октября 1986 года в городе Мангалия, расположенном в жудеце Констанца, Румыния. Любовь к музыке, по словам певицы, была привита родной семьёй, которая всегда её поддерживала. В детстве дедушка называл её Инной, и Елена решила, что это имя будет её сценическим псевдонимом.
Елена окончила Экономический колледж Мангалии, после чего попыталась получить учёную степень в области политологии в университете Констанцы.
К концу 2007 года Инна подписала контракт с румынскими продюсерами Play & Win и начала записывать свои первые треки. В начале 2008 года она отправила пару песен, в том числе «Goodbye» и «Sorry», на Евровидение 2008, но они не прошли предварительный отбор.

### 2008—2010: Дебютный альбомHotи мировой успех
12 ноября 2008 года вышел дебютный сингл певицы «Hot», спродюсированный Play & Win. Песня в декабре 2008 года достигла пятого места в Romanian Top 100.

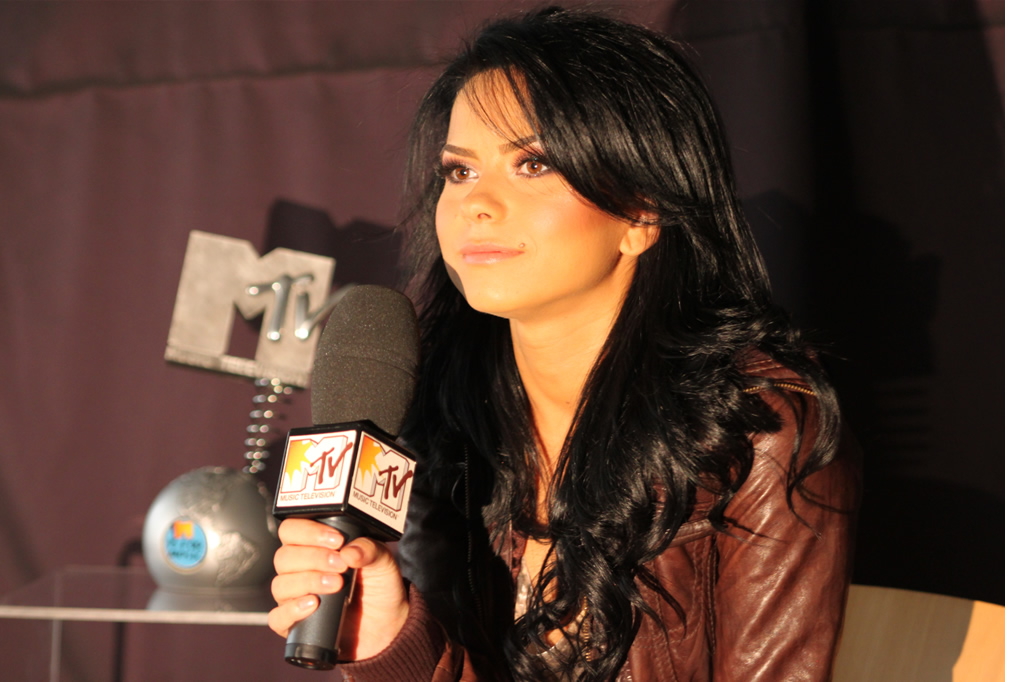
Инна во время интервью для MTV Europe (сентябрь 2009 год)

Второй сингл «Love» был выпущен 12 марта 2009 года, став четвёртым в Romanian Top 100 в апреле 2009 года.
Инна получила свою первую номинацию на польской премии Eska Music Awards в 2009 году в категориях «Лучший исполнитель» и «Лучший сингл».
Летом 2009 года был записан дуэт с румынским диджеем и продюсером Бобом Тэйлором — песня «Déjà Vu» («Повтор»), премьера которой состоялась 2 июня 2009 года. Она также попала в топ-10 национального хит-парада, став седьмой в июле 2009 года. Композиция стала хитом в Молдавии, Болгарии, России, Франции, Голландии и Венгрии.
6 августа 2009 года певица выпустила свой четвёртый сингл «Amazing». Песня смогла в октябре 2009 года стать лидером в румынском Top 100, а также попасть в чарты Франции, Великобритании и Германии. На 16-й церемонии MTV Europe Music Awards в Берлине Инна получила награду в категории «Лучший румынский исполнитель».
На церемонии Eurodanceweb Award 2010 композиция «Sun Is Up» была выбрана лучшим танцевальным треком Европы.

### 2010—2012:I Am the Club Rocker
Песня Инны «10 Minutes», выйдя во Франции, достигла там восьмого места. Также её релиз состоялся в Испании, Швейцарии и Великобритании Певица была номинирована на NRJ Music Awards в категории «Лучший Международный Артист». В начале года певица отправилась в свой первый мировой тур, начиная с Франции в феврале-марте 2011 года. Также Инна сообщила, что в феврале записала 2 новые песни.

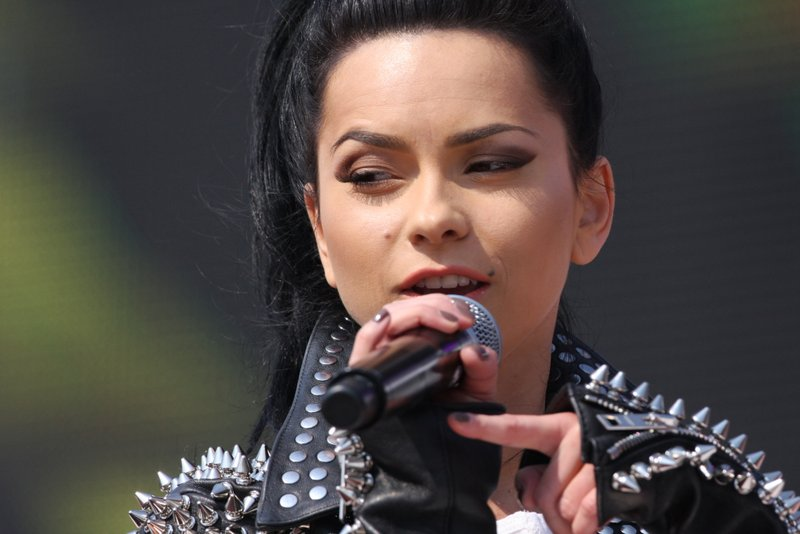
Инна в 2011 году

30 мая 2011 года состоялась мировая премьера нового сингла «Club Rocker». Сингл предшествовал выходу альбома I Am the Club Rocker. 8 августа Инна представила новый сингл «Un Momento» («Сиюминутно»). 25 ноября Инна презентовала сингл «Endless» («Бесконечно») — четвёртый трек с последнего альбома — на мероприятии под названием «Международный день борьбы за ликвидацию насилия в отношении женщин». 9 января 2012 года Инна презентовала новую кавер-песню под названием «Ai se eu te pego».

### 2012—2013:Party Never Ends
11 апреля Инна сообщила о том, что готова к записи третьего студийного альбома. Первым релизом в поддержку предстоящего альбома стала песня «Caliente» (с исп. — «Горячий»), исполненная на испанском и английском языках. Клип на песню вышел 14 мая 2012 года на портале YouTube. Став синглом в родной Румынии, песня оказалась провальной в чартах, достигнув только 84 позиции в Romanian Top 100.
11 июня в Румынии вышел новый сингл Инны на румынском языке «Tu si Eu» (с рум. — «Ты и я»). Он достиг в Romanian Top 100 пятого места. Также существует и английская версия песни — «Crazy Sexy Wild». Видеоклип на этот трек вышел 2 августа 2012 года, а на «Tu si Eu» — 8 августа того же года.
Третьим синглом в Румынии стала песня «INNdiA», выпущенная на радио 28 июня 2012 года. Видеоклип на сингл вышел 2 сентября этого же года. Песня достигла 10 места в Romanian Top 100.
24 декабря 2012 года Инна на своей страничке в Твиттере написала, что новый альбом получит название Party Never Ends 16 января 2013 года официальный сайт Инны в интернете запустил обратный отсчёт до релиза альбома, который официально вышел 1 марта 2013 года. В новый альбом вошли как 9 ранее выпущенных песен Инны, так и 16 новинок — «In Your Eyes», «Energy», «Shining Star» и другие.
Первым международным синглом из нового альбома стала песня «More Than Friends», официально выпущенная на iTunes в Румынии 18 января 2013 года. Сингл достиг 19 места в Romanian Top 100 и также вошёл в чарты Польши, Франции, Испании, Болгарии, Чили и многих других стран, а помимо этого возглавил сингловый чарт Аргентины.
Во время своего промотура в Японии Инна дала интервью японской торговой марке звукозаписывающей компании Warner Music Group Japan, с которой она подписала контракт на продвижение своего третьего альбома. В интервью она заявила, что записывает свой четвёртый студийный альбом, который должен был выйти в середине 2014 года.
Вторым международным синглом из альбома стала песня «Be My Lover», видеоклип на которую был выложен на Youtube 11 июля 2013 года. Третьим международным синглом из альбома стала песня «In Your Eyes». Видеоклип на неё вышел в день рождения певицы.
Совместно со швейцарским музыкантом DJ BoBo певица записала новую версию его композиции «Everybody», вошедшую в новый альбом артиста Reloaded.

### 2013—2015:INNAиBody and the Sun
В апреле 2013 года Инна объявила, что начала работу над своей четвёртой пластинкой. Летом того же года стало известно, что альбом получит название Soy LatINNA и будет состоять из испаноязычных и англоязычных песен. Изначально выход альбома был намечен на осень 2014 года. Идея альбома пришла Инне после успеха её сингла «More Than Friends» в Испании. Раскруткой будущей пластинки занялись три крупных лейбла — Warner Music Group, Atlantic Records и Blanco Y Negro Music.
Релиз первого сингла с альбома «Good Time» при участии Pitbull, продюсером которого выступил Стив Мак, должен был состояться в начале года, однако лейбл Warner Music по объективным причинам отменил релиз и объявил о том, что скоро выпустит новый сингл под названием «Cola Song», записанный при участии Джея Бальвина. Выход песни приурочен к чемпионату мира по футболу, который состоялся летом 2014 года в Бразилии. Официальная премьера трека «Cola Song» состоялась 15 апреля в iTunes Store. Также, на официальном канале певицы состоялась премьера видеоклипа. Песня сразу же стала успешна в интернет-магазине iTunes, попав в чарты России, Ирландии, Франции, Дании и других стран. Трек «Cola Song» содержит семпл ранее выпущенной песни «Piñata 2014», записанной Andreas Schuller при участии Инны.
2 июля 2014 года состоялась мировая премьера сингла Good Time. 15 июля сингл стал доступен на iTunes.
Осенью 2014 года Инна анонсировала выпуск первого мини-альбома под названием Summer Days. В него должны были попасть 4 новых трека и недавние синглы «Cola Song» и «Good Time». Позже, на своей страничке в Facebook «Фэйсбук» Инна сообщила, что выход 4 новых треков состоится постепенно, с интервалом в неделю. Так, 25 августа вышел трек «Take Me Higher», 1 сентября — «Low», 8 сентября — «Devil’s Paradise» и 15 сентября — «Body and the Sun». 25 ноября 2014 года вышел новый сингл «Diggy Down» при участии Marian Hill. Сингл стал хитом в Румынии и стал номером 1 в Romania Airplay 100, также попал в чарты Болгарии и России. 11 мая 2015 года вышел ремикс на песню при участии Yandel. 13 июля 2015 года вышел новый сингл «Bop Bop» при участии Эрика Тёрнера. За 3 дня после выхода сингла, он набрал более миллиона просмотров. Последней песней для альбома стала «Yalla». Клип был снят в Марокко. Песня стала хитом в Румынии и заняла 23 место в Romanian Top 100. Также возглавил Турецкий iTunes. Альбом не получил особого успеха, и занял 157 место в Japan Albums Chart. Альбом также попал в Mexico Albums Chart и занял 45 место.

### 2016—2017:Nirvana
10 июня 2016 состоялся релиз сингла «Heaven». Спустя 3 дня вышел клип, который был снят в Маврикии. Продюсером видео стал Джон Перез. Сингл стал хитом в Болгарии и в Румынии, а также достиг 169-го места в России.
28 сентября 2016 года состоялся релиз первого промосингла и онлайн-видео под названием «Say It With Your Body». В этот же день на страничке Инны в Facebook появилось сообщение о том, что она работает над новым альбомом, куда будут включены раннее выпущенные синглы.
14 ноября 2016 года на Global Session Инна представила новый трек на румынском языке под названием «Cum Ar Fi?». Также она сообщила, что она собирается выпустить альбом для родной страны и данный трек является ведущим синглом для будущего дебютного альбома на румынском языке, который скорее всего она выпустит в 2017 году.

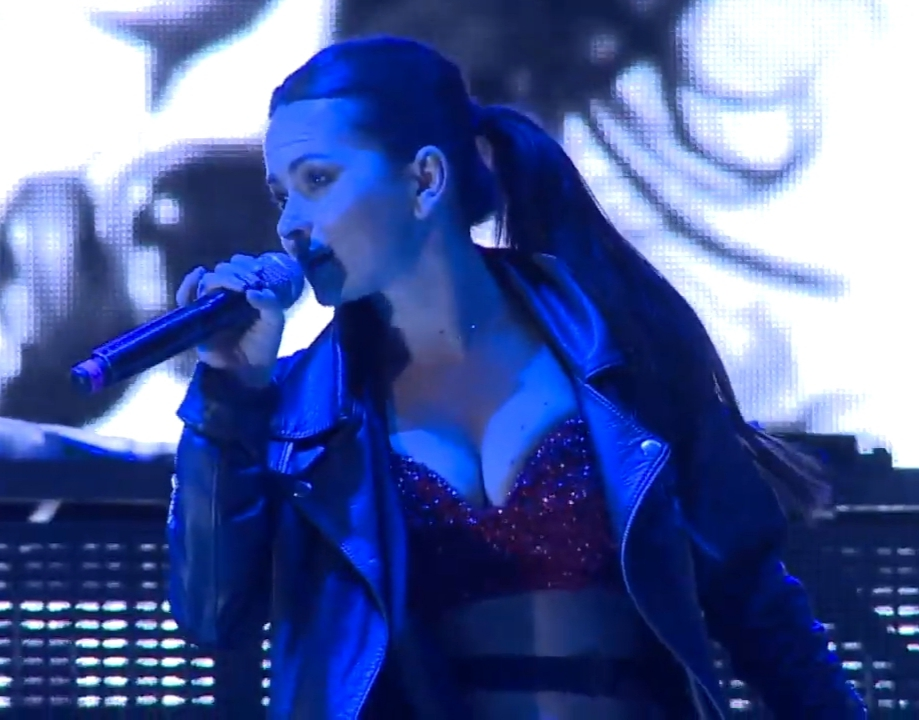
Инна на фестивале Fig в Мексике, 2016 год

1 февраля 2017 года состоялась мировая премьера трека и видеоклипа «Gimme Gimme», который стал ведущим синглом в поддержку пятого студийного альбома.
21 июня 2017 года состоялась премьера трека и видеоклипа «Ruleta», записанного при участии румынского исполнителя Erick. Песня стала вторым международным синглом в поддержку пятого студийного альбома.
3 ноября 2017 года на своей страничке в Instagram Инна опубликовала пост с обложкой и названием нового альбома. В данной публикации певица подписала: «Nirvana для меня имеет очень простой смысл. Это 'круто', потому что мой новый альбом 'реаааально крут!'[…] Моя Nirvana — это моя семья и команда, […]когда я выступаю на сцене и вижу их счастливые лица […] [и] музыка делает людей счастливыми. Я надеюсь, что этот альбом поможет вам обрести радость и душевное спокойствие в этом хаосе, под названием 'Жизнь'. Пусть даже немного! Но это Nirvana!». Благодаря данному посту, стало известно название 5-го студийного альбома Инны — Nirvana.
28 ноября 2017 года состоялась премьера трека и видеоклипа «Nirvana», который стал третьим и последним международным синглом в поддержку пятого студийного альбома с одноимённым названием.
11 ноября 2017 года состоялся релиз 5-го студийного альбома Инны, который получил название Nirvana. Альбом был записан на 3 языках: Английском, Испанском и Румынском.
10 декабря 2020 года, спустя три года после релиза альбома, Инна опубликовала на своём официальном аккаунте в SoundCloud Делюкс-издание, куда вошли ранее выпущенный сингл «Heaven» (2016), промо-сингл «Say It With Your Bod» (2016) и сингл «No Help» (2018).

### 2018—2019:YO
14 февраля 2018 года состоялась премьера трека и видеоклипа «Me Gusta». Песня была записана полностью на испанском языке и стала лид-синглом в поддержку будущего 6-го студийного и дебютного альбома на испанском языке.
27 апреля 2018 года состоялась премьера трека и видеоклипа «Pentru că», записанного при участии румынской группы The Motans. Вероятнее всего, песня войдёт в будущий дебютный альбом Инны на румынском языке о котором певица говорила раннее.
5 июля 2018 года Инна опубликовала на своей страничке в Instagram видеоролик, в котором сообщила о том, что её новый альбом на испанском языке готов. Так же, в ближайшее время в продажу поступят баночки Coca Cola Zero Sugar с изображением Инны и эксклюзивным превью 4-х промосинглов «Locura», «Iguana», «La Vida» и «Sí, Mamá» с её нового альбома. Данная промоакция будет действовать только в Румынии.
10 июля 2018 года в сеть попала песня «Locura», а следом, 12 июля песня «Iguana». Можно предполагать, что позже есть вероятность услышать и последние 2 трека «La Vida» и «Sí, Mamá».
Предполагаемый релиз 6-го студийного альбома, который получил название YO (в переводе с исп. означает «Я») должен состояться в сентябре 2018 года. 4 эксклюзивных трека, которые являются промосинглами и коллаборацией с брендом «Coca Cola» войдут в финальный трек-лист данного альбома.
23 июля 2018 года в сеть попал следующий промосингл в поддержку альбома YO под названием «Sí, Mamá».
3 августа 2018 года в сети появился последний промосингл в поддержку альбома YO под названием «La Vida».
6 сентября 2018 года Инна сделала неожиданный сюрприз для своих поклонников и выпустила англоязычный трек и видеоклип «No Help». Предполагается 2 исхода событий выпуска данного трека: 1) Он был выпущен просто в качестве промосингла, что бы заглушить паузу перед выпуском испаноязычного альбома; 2) Данный трек может быть первым синглом в поддержку следующего англоязычного студийного альбома певицы.
27 сентября 2018 года был открыт предзаказ альбома в iTunes. Дата релиза YO 16 октября 2018 года. Трек-лист состоит из 13 песен, в который вошли ранее выпущенные синглы «Me Gusta», «Locura», «Iguana», «La Vida» и «Sí, Mamá».
Сразу на следующий день, предзаказ альбома был удалён отовсюду. Инна объяснила это тем, что после того, как был открыт предзаказ, она и её команда поняли, что альбом нужно доработать и довести до совершенства. Соответственно дата релиза была перенесена на неопределенный срок.
16 октября 2018 года появилась официальная информация, что трек-лист альбома будет включать в себя уже 17 треков, вместо ранее заявленных 13. Так же, на каждую песню было снято визуальное видео. Таким образом, альбом получится полностью визуальным.
17 октября 2018 года на своей страничке в Instagram Инна выложила визуальный тизер предстоящего альбома и сообщила, что релиз первого сингла выйдет 2 ноября 2018 года.
2 ноября 2018 года состоялась официальная премьера первого сингла и визуального видео «RA» к предстоящему альбому YO.
30 ноября 2018 года состоялась официальная премьера второго сингла и визуального видео «Iguana».
18 января 2019 года состоялась официальная премьера третьего сингла и визуального видео «Sin Ti».
8 марта 2019 года состоялась официальная премьера четвёртого сингла и визуального видео «Tu Manera».
Чуть позже, в апреле, Инна объявила дату выхода альбома — 31 мая 2019 года.
24 мая 2019 года Инна представила официальную обложку альбома, а 28 мая официальный трек-лист. В конечном итоге, в него вошло 11 треков, вместо ранее заявленных сначала 13, а затем 17 песен («Me Gusta» не попала в финальный трек-лист).
31 мая 2019 года состоялся релиз 6-го студийного и дебютного испаноязычного альбома YO. Трек «Te Vas» стал пятым и последним синглом в поддержку данного альбома. Вместе с релизом альбом Инна так же представила 3 визуальных видео на треки «Te Vas», «Gitana» и «Fuego».
28 июня 2019 года состоялась премьера ещё 2-ух визуальных видео на треки «Sí, Mamá» и «Contigo».
12 июля 2019 года состоялась премьера 2-ух последних визуальных видео на треки «Locura» и «La Vida», завершив тем самым эру альбома YO.
4 ноября 2019 года Инна презентует сингл под названием «Bebe», записанный совместно с Угандской рэп-исполнительницей Vinka. В этот же день состоялась премьера видеоклипа, локацией которого стало подземное метро.

### 2020—2021:Heartbreaker
3 апреля 2020 года Инна презентовала сингл на английском языке под названием «Not My Baby». В данном треке Инна вновь экспериментирует и возвращается к истокам EDM звучания. 24 апреля состоялась официальная премьера видеоклипа.
6 мая в рамкам проекта Home Edition состоялся релиз промосингла «Sober» и музыкального видео на него.
29 мая состоялся релиз сингла «VKTM» румынского диджея SICKOTOY и коллаборации американских продюсеров под названием TAG (The Anti-Group), которые входят в состав лейбла Atlantic Recordsсовместно с Инной. Так, же был представлен видеоклип на данную композицию.
26 июня состоялась премьера промосингла «Nobody».
23 июля состоялась премьера сингла «Discoteka» румынской исполнительницы Minelli совместно с Инной. В этот же день состоялась премьера видеоклипа.
11 сентября состоялась премьера сингла «Read My Lips», записанного при участии колумбийской исполнительницы Farina. В этот же день состоялась премьера видеоклипа.
9 октября состоялась премьера сингла «Call Me Now» французского диджея Michael Calfan совместно с Инной.
30 октября состоялась премьера сингла «Pretty Thoughts» немецкого диджея Henri Purnell совместно с Инной.
2 ноября у себя на страничке в Instagram Инна опубликовала пост с информацией о том, что 20 ноября состоится премьера её дебютного мини-альбома, который получил название Dance Queen’s House. Так же, начиная с 3 ноября, на своей страничке в Instagram и Youtube-канале, Инна начала вести влог с одноимённым названием о создании будущего EP и каждый день выкладывает видеоролики продолжительностью не более 10 минут.
20 ноября Инна объявила, что релиз мини-альбома не состоится. Однако, в рамках проекта было записано около 50 песен и поэтому она решилась на выпуск полноформатного 7-го студийного альбома. Релиз запланирован на 27 ноября, а название альбома останется прежним — Dance Queen’s House.

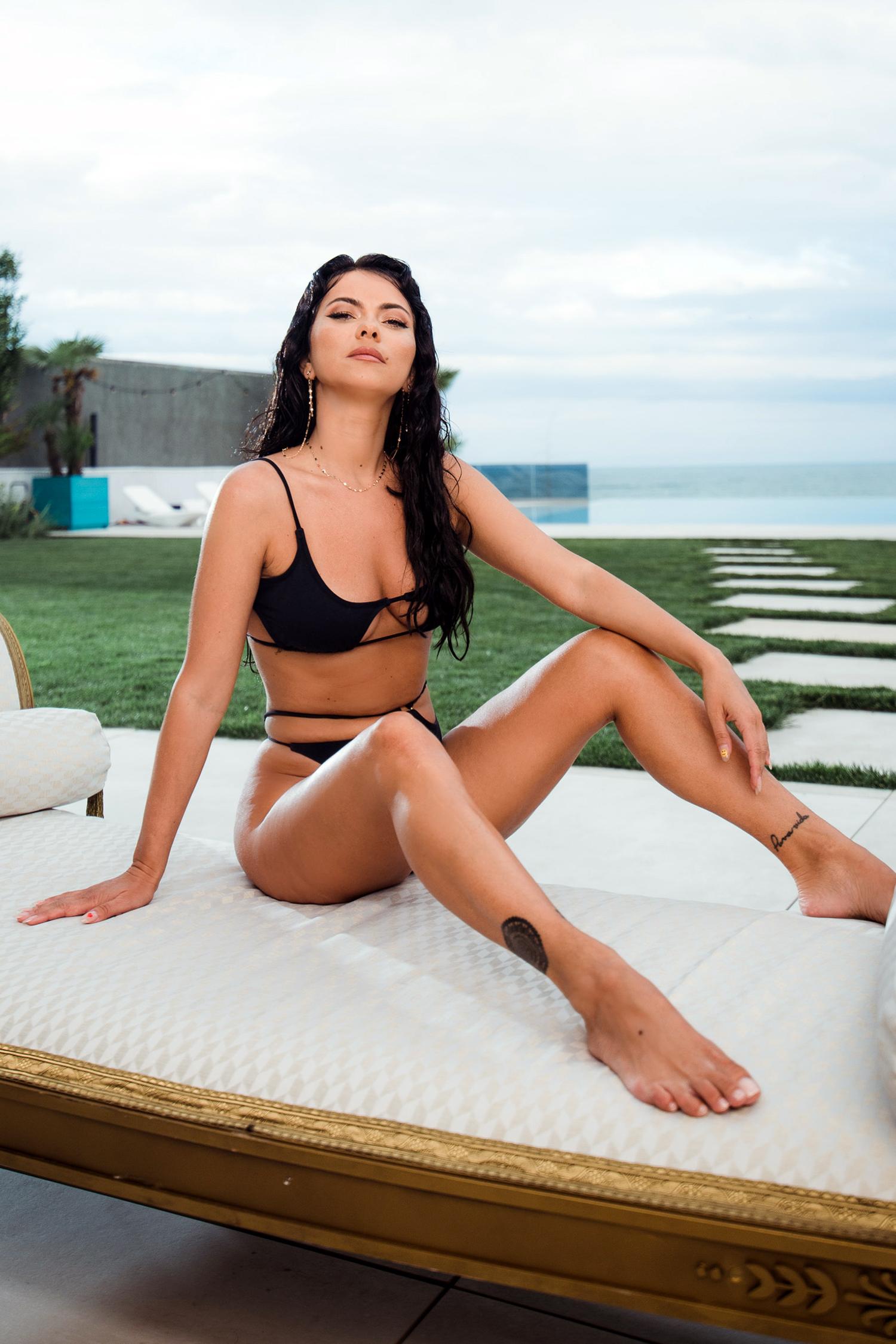
Инна во время съемок музыкального клипа, 2021 год

27 ноября состоялся релиз 7-го студийного альбома, но только на официальном Youtube-канале певицы. Дата релиза альбома на стриминговых сервисах была перенесена на 4 декабря. Так же, финальное название альбома изменилось на Heartbreaker. В альбом вошло 10 абсолютно новых песен. Ранее вышедшие синглы «Bebe», «Not My Baby», «Sober», «VKTM», «Nobody» и «Read My Lips» не попали в финальный трек-лист.
26 февраля 2021 года трек «Flashbacks» стал первым официальным синглом к альбому. Так же, в этот день состоялась премьера видеоклипа. Режиссёром клипа выступил Bogdan Păun.
23 апреля состоялась премьера сингла и видеоклипа «Cool Me Down» польского диджея Gromee совместно с Инной.
29 апреля состоялась премьера сингла «Oh My God».
7 мая, эксклюзивно для Spotify, состоялась премьера сингла «It Don’t Matter» бразильского диджея Alok и американского музыкального дуэта Sofi Tukker совместно с Инной. Позже, 10 ноября, сингл появился на всех цифровых музыкальных площадках.
11 июня Инна выпустила слегка ремастированную версию песни «Maza Jaja» и сократила название просто до «Maza». Трек стал вторым официальным синглом в поддержку альбома. В этот же день состоялась премьера видеоклипа, режиссёром которого выступил так же Bogdan Păun.
25 июня состоялась премьера сингла «Paris To London» румынского трио Romanian House Mafia и диджея Bastien совместно с Инной.
29 июня состоялась премьера сингла «Summer’s Not Ready» американского рэпера Flo Rida при участии австралийского музыканта Timmy Trumpet и Инны.
23 июля состоялась премьера сингла «Papa» румынского диджея SICKOTOY совместно с албанской певицей Эльваной Гьятой и Инной. В этот же день состоялась премьера видеоклипа.
13 августа состоялась премьера сингла «Aici» молдавского музыкального проекта Carla's Dreams совместно с молдавской исполнительницей Irina Rimes, дуэтом The Motans и Инной. В этот же день состоялась премьера видеоклипа, режиссёром которого выступил Bogdan Păun.
17 сентября состоялась премьера сингла «Party» совместно с румынской исполнительницей Minelli и трио Romanian House Mafia.
24 сентября состоялась премьера сингла «Pretty Please» совместно с литовским продюсером и диджеем Gaullin.
1 октября состоялась премьера сингла «Like That» совместно с испанским продюсером и диджеем Brian Cross.
29 октября состоялась премьера сингла «UP». 17 декабря состоялась премьера перезаписанного сингла и видеоклипа, совместно с ямайским исполнителем Sean Paul.
26 ноября состоялась премьера сингла на румынском языке «De Dragul Tău». Спустя 2 дня состоялась премьера видеоклипа.
C 6 по 21 декабря, каждые 2 дня, на официальном Youtube-канале певицы начали публиковаться эпизоды 2 сезона влога в рамках проекта Dance Queen’s House. В последнем (восьмом) эпизоде Инна анонсировала 8-й студийный альбом под названием Champagne Problems.

### 2022:Champagne Problems
7 января 2022 года состоялся официальный релиз первой части 8-го студийного альбома Champagne Problems #DQH1.
20 января состоялась премьера сингла на румынском языке «Lalele».
11 марта состоялся официальный релиз второй части 8-го студийного альбома Champagne Problems #DQH2.
25 марта состоялась премьера сингла «Déjà Vu» бельгийского продюсера Yves V совместно с Инной и Janieck.
5 апреля состоялась премьера сингла «Tare» румынского исполнителя The Motans совместно с Инной. В этот же день состоялась премьера видеоклипа, режиссёром которого выступил Bogdan Păun.
3 июня состоялась премьера сингла «Talk» турецкого диджея Ilkay Sencan совместно с Инной. В этот же день состоялась премьера видеоклипа, режиссёром которого выступил Bogdan Păun.
17 июня состоялась премьера сингла «Magical Love».
26 августа состоялась премьера сингла «Wherever You Go» в двух версиях — сольная и совместно с турецким певцом Reynmen.
7 октября состоялась премьера сингла «Hello Hello» совместно с диджеями MELON и Dance Fruits Music.
28 октября состоялась премьера сингла «Blow It Up» совместно с австралийским диджеем Timmy Trumpet и Love Harder.
Со 2 по 16 декабря, каждые 2 дня, на официальном Youtube-канале певицы начали публиковаться эпизоды 3 сезона влога в рамках проекта Dance Queen’s House. Как и в предыдущих сезонах, за эти дни, Инна записала 9-й студийный альбом, релиз которого состоялся в начале 2023 года.
9 декабря состоялась премьера сингла «Yummy». 6 января 2023 года состоялась премьера дуэтной версии сингла «Yummy» при участии британской рэперши и певицы Стеффлон Дон. 27 января стоялась премьера сразу 2-ух версий сингла «Yummy»: первая — при участии албано-немецкой певицы Дураты Доры, вторая — при участии обеих певиц ― Стеффлон Дон и Дураты Доры. Так же, дополнительно, состоялась премьера видеоклипа с участием всех трёх певиц.

### 2023:Just Dance
10 февраля 2023 года состоялся релиз первой части 9-го студийного альбома Just Dance #DQH1. В неё вошло 6 треков. В сравнении с предыдущим альбомом, который имел звучание EDM, в этот раз, направление песен выполнено в жанре поп-хаус.
17 марта состоялся релиз сингла «My Crystal Nails» и видеоклипа на него.
14 апреля состоялся релиз второй части 9-го студийного альбома Just Dance #DQH2. В неё вошло 5 треков.
9 июня состоялась премьера сингла «Party Songs» совместно с итальянским диджеем Gamuel Sori.
28 июля состоялась премьера сингла «Freak» совместно с немецкими диджеями TUJAMO & AZTECK.
18 августа состоялась премьера сингла «Bad Girls» совместно с румынским продюсером SICKOTOY, румынской исполнительницей Antonia при участии певицы Eva Timush. В этот же день состоялась премьера видеоклипа, режиссёром которого выступил Vlad Oancea.
20 октября состоялась премьера сингла «Dance Alone» совместно с певцом The Victor. 22 октября состоялась премьера видеоклипа, режиссёром которого выступил Jimachez.
27 ноября стартовал 4-й сезон влога в рамках проекта Dance Queen’s House. Последний, 8-й эпизод вышел 20 декабря. В рамках этого сезона Инна записала 10-й студийный альбом, премьера которого состоится в начале 2024 года.
29 декабря состоялась премьера сингла «The Love» совместно с диджеем David Puentez. В сингле был использован семпл песни «Everytime We Touch» немецкой электронной группы Cascada.

### 2024:Everything or NothingиEl Pasado
26 января 2024 года состоялся релиз трека «Cheeky», который является лид-синглом грядущего 10-го студийного альбома.
16 февраля состоялась премьера сингла «Stuck In Limbo» совместно с диджеями VINAI и jayover
1 марта состоялся релиз первой части 10-го студийного альбома Everything or Nothing с подзаголовком #DQH1. Как и предыдущий релиз, первая часть вышла в виде мини-альбома, состоящего из 6 треков.
5 апреля состоялась премьера 11-го студийного и 2-го испаноязычного альбома El Pasado.
25 апреля состоялась премьера сингла «Queen Of My Castle» совместно с нидерландским трио диджеев Kris Kross Amsterdam. 26 апреля состоялась премьера видеоклипа, режиссёром которого выступил Cristian Miron.
19 июля состоялся релиз второй части 10-го студийного альбома Everything or Nothing с подзаголовком #DQH2. Во второй мини-альбом вошло 5 новых треков.
26 июля состоялся релиз сингла «Take Me Home (Know You Better)» совместно с бельгийским репером Makar. В данном треке Инна возвращается к звучанию первых треков из альбома Hot.
29 ноября состоялся релиза первого за последние два года сингла на румынском языке «Bilet doar dus».

### 2025:Новые песни
28 февраля 2025 года состоялся релиз сингла «Let It Talk To Me» совместно с ямайским рэпером Шоном Полом. 14 марта состоялась премьера видеоклипа, режиссером которого выступил Bogdan Paun.
10 апреля состоялся релиз сингла на румынском языке «Echo» совместно с румынским исполнителем Babasha. В этот же день состоялась премьера видеоклипа, режиссером которого выступил Bogdan Paun.
16 мая состоялся релиз сингла «I'll Be Waiting» совместно с нидерландским диджеем R3HAB.

## Личная жизнь
Инна встречалась со своим менеджером Лучианом Штефаном десять лет до 2013 года. В том же году у неё начались отношения с американским фотографом Джоном Пересом, с которым она неоднократно сотрудничала.
По состоянию на март 2017 года Инна проживала с матерью и бабушкой на купленной ею вилле в Бухаресте. Она также живёт в Барселоне. В мае 2018 года певица была госпитализирована после потери сознания на нестабильной сцене во время тура по Турции. Это событие не повлияло на тур.
Инна начала встречаться с румынским рэпером Deliric в 2020 году. Он сделал ей предложение в январе 2023 года.
Инна говорит на румынском, английском, испанском и немного по-французски.

## Дискография

### Студийные альбомы
- Hot (2009)
- I Am the Club Rocker (2011)
- Party Never Ends (2013)
- INNA / Body and the Sun (2015)
- Nirvana (2017)
- YO (2019)
- Heartbreaker (2020)
- Champagne Problems (2022)
- Just Dance (2023)
- Everything or Nothing (2024)
- El Pasado (2024)

## Туры
- INNA en Concert (2011)
- I Am the Club Rocker Tour (2012)
- Party Never Ends Tour (2013)
- Sri Lanka Sunfest Tour (2015)
- Mexico Promo Tour (2016)
- INNA NO BRASIL TOUR (2017)

## Чарты
| Год  | Сингл                                                 | Пик позиция | Пик позиция | Пик позиция | Пик позиция | Пик позиция | Пик позиция | Пик позиция | Пик позиция | Пик позиция | Пик позиция | Пик позиция | Пик позиция | Пик позиция |     | Сертификации                                                                   | Альбом                  |
| Год  | Сингл                                                 | RO          | BUL         | AUT         | FR          | NL          | RUS         | SPA         | SWI         | UK          | GER         | SWE         | FIN         | POL         | TUR | Сертификации                                                                   | Альбом                  |
| ---- | ----------------------------------------------------- | ----------- | ----------- | ----------- | ----------- | ----------- | ----------- | ----------- | ----------- | ----------- | ----------- | ----------- | ----------- | ----------- | --- | ------------------------------------------------------------------------------ | ----------------------- |
| 2008 | «Hot»                                                 | 5           | 2           | —           | 6           | 4           | 2           | 1           | 17          | 6           | 80          | 14          | 14          | 37          | —   | - SPA: Платина - DEN: Золото - NOR: 3x Платина - SWE: 2x Платина - UK: Серебро | Hot                     |
| 2009 | «Love»                                                | 4           | 8           | —           | —           | 31          | 144         | 31          | —           | —           | —           | —           | —           | 45          | —   |                                                                                | Hot                     |
| 2009 | «Déjà Vu» (feat. Bob Taylor)                          | 7           | 29          | 25          | 6           | 9           | 4           | 15          | 27          | 60          | —           | —           | —           | 24          | —   |                                                                                | Hot                     |
| 2009 | «Amazing»                                             | 1           | 3           | 53          | 2           | 23          | 3           | —           | 10          | 14          | 36          | —           | —           | 9           | —   |                                                                                | Hot                     |
| 2010 | «10 Minutes» (feat. Play & Win)                       | 18          | 13          | —           | 8           | 76          | 85          | —           | —           | —           | —           | —           | —           | 12          | —   |                                                                                | Hot                     |
| 2010 | «Sun Is Up»                                           | 2           | 1           | 33          | 2           | 7           | 3           | 22          | 3           | 15          | 26          | 49          | —           | 1           | —   | - SWI: Золото - ITA: Золото                                                    | I Am the Club Rocker    |
| 2011 | «Club Rocker» (feat. Flo Rida)                        | 42          | —           | 14          | 32          | 79          | 39          | —           | 64          | —           | 55          | —           | —           | 16          | 13  |                                                                                | I Am the Club Rocker    |
| 2011 | «Un Momento» (feat. Juan Magan)                       | 12          | 36          | —           | 42          | 98          | 64          | 46          | —           | —           | —           | —           | —           | 48          | 10  |                                                                                | I Am the Club Rocker    |
| 2011 | «Endless»                                             | 5           | —           | —           | —           | —           | 180         | —           | —           | —           | —           | —           | —           | —           | —   |                                                                                | I Am the Club Rocker    |
| 2012 | «WOW»                                                 | 10          | —           | —           | —           | —           | 171         | —           | —           | —           | —           | —           | —           | —           | —   |                                                                                | I Am the Club Rocker    |
| 2013 | «More Than Friends» (feat. Daddy Yankee)              | 20          | 11          | —           | 92          | —           | —           | 7           | —           | —           | —           | —           | —           | 1           | —   | - APFV: Платина - CAE: Платина                                                 | Party Never Ends        |
| 2013 | «Be My Lover»                                         | —           | —           | —           | —           | —           | —           | —           | —           | —           | —           | —           | —           | 17          | —   |                                                                                | Party Never Ends        |
| 2013 | «In Your Eyes»                                        | 44          | —           | —           | —           | —           | 155         | 31          | —           | —           | —           | —           | —           | 23          | 15  |                                                                                | Party Never Ends        |
| 2014 | «Cola Song» (feat. J Balvin)                          | 34          | 14          | —           | —           | —           | 154         | 8           | 36          | —           | 77          | —           | 15          | 10          | 17  | - SPA: 2x Платина                                                              | Body and the Sun        |
| 2014 | «Good Time» (feat. Pitbull)                           | 67          | —           | —           | —           | —           | 201         | —           | —           | —           | —           | —           | —           | —           | —   |                                                                                | Body and the Sun        |
| 2014 | «Diggy Down» (feat. Marian Hill)                      | 1           | 3           | —           | —           | —           | 224         | —           | —           | —           | —           | —           | —           | —           | —   |                                                                                | INNA                    |
| 2015 | «We Wanna» (Alexandra Stan & Inna feat. Daddy Yankee) | 59          | —           | —           | —           | —           | —           | 82          | —           | —           | 2           | —           | —           | 13          | 15  |                                                                                | INNA                    |
| 2015 | «Bop Bop» (feat. Erick Turner)                        | 2           | —           | —           | —           | —           | —           | —           | —           | —           | —           | —           | —           | 94          | —   |                                                                                | INNA • Body and the Sun |
| 2015 | «Yalla»                                               | 13          | 9           | —           | —           | —           | —           | —           | —           | —           | —           | —           | —           | 18          | —   |                                                                                | INNA • Body and the Sun |
| 2016 | «Rendez Vous»                                         | 45          | —           | —           | —           | —           | —           | —           | —           | —           | —           | —           | —           | 1           | —   | - ZPAV: Золото                                                                 | INNA • Body and the Sun |
| 2016 | «Heaven»                                              | 4           | 8           | —           | —           | —           | 151         | —           | —           | —           | —           | —           | —           | 6           | 39  |                                                                                | без альбома             |
| 2017 | «Gimme Gimme»                                         | 16          | —           | —           | —           | —           | —           | —           | —           | —           | —           | —           | —           | 24          | 5   |                                                                                | Nirvana                 |
| 2017 | «Ruleta» (feat. Erik)                                 | 3           | —           | —           | —           | —           |             | 45          | —           | —           | 26          | —           | —           | —           | 5   |                                                                                | Nirvana                 |

## Награды и номинации
| Год  | Премия                         | Категория                                                  | Номинант       | Итог      |
| ---- | ------------------------------ | ---------------------------------------------------------- | -------------- | --------- |
| 2009 | Eska Awards                    | «Лучшая международная песня»                               | «Hot»          | 4-е место |
| 2009 | Romanian Music Awards          | «Лучшая танцевальная песня»                                | «Hot»          | Победа    |
| 2009 | Romanian Music Awards          | «Лучший новый артист»                                      | Inna           | Победа    |
| 2009 | Romanian Music Awards          | «Лучшее шоу»                                               | Inna           | Победа    |
| 2009 | Romanian Music Awards          | «Разрушитель границ»                                       | Inna           | Победа    |
| 2009 | Romanian Top Hits Awards       | «Top 1 Romania»                                            | «Love»         | Номинация |
| 2009 | Romanian Top Hits Awards       | «Girls — The Best Hit»                                     | «Love»         | Номинация |
| 2009 | Romanian Top Hits Awards       | Специальная премия жюри                                    | «Love»         | Победа    |
| 2009 | Sopot Hit Festival             | «Лучшая международная песня»                               | «Hot»          | 2-е место |
| 2009 | MTV Europe Music Awards        | «Лучший румынский артист»                                  | Inna           | Победа    |
| 2009 | Successful Women Awards        | «Исполнительница года» (среди молодых талантов)            | Inna           | Победа    |
| 2010 | MTV Romania Music Awards       | «Лучшая танцевальная песня»                                | «Amazing»      | Номинация |
| 2010 | MTV Romania Music Awards       | «Лучшая песня»                                             | «Amazing»      | Номинация |
| 2010 | MTV Romania Music Awards       | «Лучшая исполнительница»                                   | Inna           | Победа    |
| 2010 | MTV Romania Music Awards       | «Лучший альбом»                                            | «Hot»          | Победа    |
| 2010 | MTV Romania Music Awards       | «Лучший сайт»                                              | www.inna.ro    | Победа    |
| 2010 | MTV Romania Music Awards       | «Лучший мировой артист»                                    | Inna           | Победа    |
| 2010 | MTV Romania Music Awards       | «Best Tonight Show»                                        | Inna           | Победа    |
| 2010 | MTV Europe Music Awards        | «Лучший румынский артист»                                  | Inna           | Победа    |
| 2010 | MTV Europe Music Awards        | «Лучший европейский артист»                                | Inna           | Номинация |
| 2010 | European Borderbreakers Awards | «European borderbreaker»                                   | Inna           | Победа    |
| 2010 | Zece Pentru Romania Awards     | «Special Award for Rising Career»                          | Inna           | Победа    |
| 2010 | Eurodanceweb Contest           | «European Dance Music Awards»                              | «Sun Is Up»    | Победа    |
| 2010 | ESKA Music Awards 2010         | «Международный артист года»                                | Inna           | Победа    |
| 2011 | NRJ Music Awards               | «Международное открытие года»                              | Inna           | Номинация |
| 2011 | Balkan Music Awards 2011       | «Лучшая исполнительница»                                   | Inna           | Победа    |
| 2011 |                                | «Специальный приз за продвижение балканской музыки в мире» | Inna           | Победа    |
| 2011 |                                | «Лучшая песня»                                             | «Sun Is Up»    | Победа    |
| 2014 | World Music Awards             | «Лучшая мировая песня»                                     | «In Your Eyes» | Номинация |
| 2014 | World Music Awards             | «Лучшее мировое видео»                                     | «In Your Eyes» | Номинация |
| 2014 | World Music Awards             | «Лучший женский исполнитель»                               | Inna           | Номинация |
| 2014 | World Music Awards             | «Лучшее живое женское выступление»                         | Inna           | Номинация |
| 2014 | World Music Awards             | «World’s Best Entertainer»                                 | Inna           | Номинация |
| 2014 | Elle Style Awards Romania      | «Лучший поп-исполнитель»                                   | Inna           | Номинация |
| 2015 | Elle Style Awards Romania      | «Лучший поп-исполнитель»                                   | Inna           | Победа    |
| 2015 | Media Music Awards             | «Лучшая танцевальная песня»                                | Diggy Down     | Победа    |
| 2015 | MTV Europe Music Awards        | «Лучший румынский исполнитель»                             | Inna           | Победа    |
| 2016 | RRA Awards                     | «Лучшее видео»                                             | Diggy Down     | Номинация |